# Virgilio Lizzi
Virgilio Lizzi (Terracina, 1883 – ?) was een Italiaans componist, dirigent, arrangeur, violist en klarinettist. Hij is de jongere boer van Achille Lizzi, eveneens een componist en dirigent.

## Levensloop
Lizzi kreeg zijn eerste muziekles van zijn vader Alfonso Lizzi. Later studeerde hij aan de Accademia Nazionale di Santa Cecilia in Rome bij Tito Monachesi (viool), Aurelio Magnani (klarinet), Alfredo Palombi en Alessandro Vessella (muziektheorie, compositie en instrumentatie). Na het behalen van zijn diploma's werd hij in 1914 kapelmeester van de Banda del 5° reggimento fanteria in Agrigento. In deze functie verblijft hij tot door de statelijke bezuinigingen verschillende militaire muziekkapellen worden opgelost. Vervolgens wordt hij dirigent van de Banda musicale di Agrigento. In deze Siciliaanse stad werkte hij eveneens als pianoleraar.
Als componist schreef hij werken voor banda (harmonieorkest). Hij schreef ook een aantal arrangementen van klassieke werken voor harmonieorkest, onder anderen de Un giorno a Vienna - (mattino, meriggio e sera a Vienna): Ouverture (Ein Morgen ein Mittag ein Abend in Wien: Ouverture) van Franz von Suppé.

## Composities

### Werken voor banda (harmonieorkest)
- 1929 Lieto evento, marcia sinfonica
- Alba nuova, marcia sinfonica
- Aurora, marcia sinfonica
- Due Novembre, treurmars
- Festa di nozze, marcia sinfonica - won de 1e prijs tijdens de Concorso bandito dalla rivista "Risveglio Bandistico" in 1946
- La Brianzola, mars
- Mandorlo in fiore, marcia sinfonica
- Marcia sinfonica
- Popi, mars
- Visione d'Oriente, marcia sinfonica